# Gennaro Sisti
Gennaro Sisti (Melfi, 1700 – 1782) è stato un abate ed ebraista italiano.

## Biografia
Intrapreso il sacerdozio, fu allievo del canonico Alessio Simmaco Mazzocchi. In seguito venne nominato docente di ebraico presso l'università di Napoli, successivamente "scriptor hebraicus" della Biblioteca Vaticana a Roma e custode della Biblioteca Innocenziana di Palazzo Doria Pamphili. Fu, anche, corrispondente dell'Académie des inscriptions et belles-lettres di Parigi. Scrisse diverse opere per lo studio dell'ebraico e del greco. Inoltre curò la trascrizione di alcune iscrizioni ebraiche rinvenute nella zona del Vulture e appartenenti al IX secolo.

## Opere
- Gennaro Sisti, Officium pentaglotton B. Mariæ Virginis, Neapoli, apud Felicem Carolum Mosca, 1741.
- Gennaro Sisti, Lingua Santa da apprendersi anche in quattro lezioni, Venezia, presso Giuseppe Bettinelli, 1747.
- Gennaro Sisti, Ragionamento preliminare alla Gramatica Greca, Napoli, per Benedetto Gessari, 1753.
- Gennaro Sisti, Indirizzo per la lettura Greca dalle sue oscurità rischiarata, Napoli, nella Stamperia Simoniana, 1758.
- Gennaro Sisti, Trattato delle quattro nomate gutturali lettere, Venezia, Francesco Sansoni, 1768.